# Mabujia
Mabujia (kinesiska: 麻布加, 麻布加乡) är en socken i Kina. Den ligger i den autonoma regionen Tibet, i den sydvästra delen av landet, omkring 340 kilometer väster om regionhuvudstaden Lhasa. Antalet invånare är 4 296. Befolkningen består av 2 069 kvinnor och 2 227 män. Barn under 15 år utgör 26,0 %, vuxna 15-64 år 68 %, och äldre över 65 år 5,0 %.
Genomsnittlig årsnederbörd är 808 millimeter. Den regnigaste månaden är juli, med i genomsnitt 198 mm nederbörd, och den torraste är december, med 9 mm nederbörd.